# アームストロング・シドレー ASX
ASXはアームストロング・シドレー社で製造された初期の軸流圧縮式ターボジェットエンジンで1943年4月に初めて運転された。 このエンジンに関する入手できる情報は少なく、量産されなかった。ターボプロップ仕様のASPは幾分成功してアームストロング・シドレー パイソンとしてウェストランド ワイバーンで使用された。

## 設計と開発
ASXは他に例を見ない構成だった。吸気口から14段の圧縮機がエンジンの中部付近にあり、空気流は前方へ進み、圧縮された。11器の燃焼器が圧縮機の外側の周囲に配置され、吸気口を通過した流れは戻って最終的にタービンを駆動した。この構成は圧縮機と燃焼器の面積を互いに"folded"する事によりエンジンの全長を短縮したものの、ASXの事例においては全体的な短縮は限定的だった。さらにこれによって圧縮機の整備がより困難になったが、近代的な設計においては"高温部"が全体的に最も整備を必要とされる。
ASXの飛行試験は改造されたアブロ・ランカスターND784の爆弾槽に固定されて1945年9月28日に初の飛行試験が実施された。
最大出力時は回転数が8,000 rpmで海面高度での推力は 2,600 lbf (12 kN)である。巡航時のエンジンは回転数が7,500 rpm で推力は2,050 lbf (9.1 kN)である。重量は1,900 lb (865 kg)である。ASP仕様は第2段タービンでギアボックスを介してプロペラを駆動することにより出力は3,600 shpで同様にジェット推力は1,100 lbf (4.9 kN)だった。
このエンジンは僅かな台数生産されたのみだった。アームストロング・シドレーは戦後、代わりにメトロヴィック F.9サファイヤの設計に引き継がれた。

## 搭載機
- アブロ ランカスター (試験のみ)

## 仕様諸元 (ASX)
一般的特性
- 形式: 軸流式ターボジェット
- 全長: 167 in (4,241.8 mm)
- 直径: 42 in (1,066.8 mm)
- 乾燥重量: 1,900 lb (861.8 kg)

構成要素
- 圧縮機: 14段軸流式 反転流圧縮機
- 燃焼器: 圧縮機の周囲に11器鋼製カン型燃焼器を配置
- タービン: 2段軸流式
- 使用燃料: ケロシン (R.D.E. / F / KER)
- 潤滑システム: 軸受けへ加圧供給、ドライサンプ、80 S.U. secs (10.2 cs) (D.E.D. 2472D) 等級潤滑油

性能
- 推力: 海面高度で 8,000 rpmで2,600 lbf (11.57 kN)
- 全圧縮比（英語版）: 5:1
- タービン入口温度: 1,220 °F (660 °C)
- 燃料消費率: 1.03lb/lbf/hr (104.98 kg/kN/hr)
- 推力重量比: 1.37 lbf/lb (0.0134 kN/kg)
  - 戦闘時静止推力: 海面高度で8,000 rpm時に26,000 lbf (115.65 kN)
  - 巡航時静止推力: 海面高度で7,500 rpm時に2,050 lbf (9.12 kN)
  - 暖気運転時静止推力: 海面高度で3,000 rpm時に130 lbf (0.58 kN)

出典: 

### 文献
- Gunston, Bill. World Encyclopedia of Aero Engines. Cambridge, England. Patrick Stephens Limited, 1989. ISBN 1-85260-163-9
- Jane's Fighting Aircraft of World War II. London. Studio Editions Ltd, 1998. ISBN 0-517-67964-7
- Smith, Geoffrey G.Gas Turbines and Jet Propulsion for Aircraft, London S.E.1, Flight Publishing Co.Ltd., 1946.
- Kay, Anthony L. (2007). Turbojet History and Development 1930-1960. 1 (1st ed.). Ramsbury: The Crowood Press. ISBN 978-1-86126-912-6
- Wilkinson, Paul H. (1946). Aircraft Engines of the world 1946. London: Sir Isaac Pitman & Sons. pp. 282-283